# Haliophasma transkei
Haliophasma transkei är en kräftdjursart som först beskrevs av Brian Frederick Kensley 1982.  Haliophasma transkei ingår i släktet Haliophasma och familjen Anthuridae. Inga underarter finns listade i Catalogue of Life.